# آلیسا اشمیت
آلیسا اشمیت (آلمانی: Alica Schmidt؛ زادهٔ ۸ نوامبر ۱۹۹۸)، ورزشکار دو و میدانی اهل آلمان است. وی در مسابقات کشوری و بین‌المللی در مجموع برندهٔ ۱ مدال نقره و ۱ مدال برنز شده است.

## زندگی شخصی
اشمیت در سال ۱۹۹۸ در ورمس آلمان به دنیا آمد. خانواده‌اش اکنون در اینگولشتات، باواریا، آلمان زندگی می‌کنند.
در سال ۲۰۱۷، مجله استرالیایی باست کاوریج اشمیت را به عنوان "سکسی‌ترین ورزشکار جهان" توصیف کرد. اشمیت بعد از شنیدن این خبر گفت: " نمی‌دانم چرا این عنوان را گرفتم. مطمئنا ورزش بالاتر است. " او این را به افزایش فالوئرها در رسانه‌های اجتماعی خود نسبت داد.
اشمیت سابقه فعالیت به عنوان مربی بدنسازی تیم فوتبال دورتموند را از سال ۲۰۱۹ تا ۲۰۲۱ در کارنامه خود دارد.